# Triệu Vũ hầu
Triệu Vũ hầu (chữ Hán: 趙武侯, trị vì: 399 TCN - 387 TCN), cũng gọi là Triệu Vũ Công (趙武公), là vị vua thứ hai của nước Triệu - chư hầu nhà Chu thời Chiến Quốc trong lịch sử Trung Quốc.
Triệu Vũ hầu là con thứ của Triệu Hiến tử - quan thượng khanh nước Tấn và là em của Triệu Liệt hầu – vua đầu tiên nước Triệu.
Năm 400 TCN, Triệu Liệt hầu qua đời. Triệu Vũ hầu lên nối ngôi.
Sử sách không chép về các sự kiện liên quan đến nước Triệu trong thời gian ông làm vua.
Năm 387 TCN, Triệu Vũ hầu qua đời. Ông tại vị 13 năm. Người nước Triệu lập con Triệu Liệt hầu là Triệu Chương lên nối ngôi, tức là Triệu Kính hầu.